# Кинг Табби
King Tubby (настоящее имя Озборн Раддок, англ. Osbourne Ruddock; 28 января 1941 — 6 февраля 1989) — ямайский электро- и звукоинженер, известный в первую очередь тем, что оказал существенное влияние на развитие музыки даб в 60-е и 70-е годы XX века.
Инновационная студийная работа Табби утвердила роль продюсера, ранее принадлежавшую лишь композиторам и музыкантам, также как творца музыки, и оказала весьма заметное влияние на многие жанры популярной музыки.
Он часто признается изобретателем концепции ремикса, и поэтому может рассматриваться как прародитель танцевальной и электронной музыки.

## Ранние годы
Кинг Табби начал свою музыкальную карьеру в 1950-е годы, работая со звуковыми системами, игравшими танцевальную музыку на улицах Кингстона. Как талантливый радиотехник, Кинг Табби вскоре пользовался огромным спросом в большинстве крупных звуковых систем Кингстона, так как погода тропических островов Карибского бассейна (часто в сочетании с саботажем враждующих звуковых систем) служила причиной многих неполадок в оборудовании. Кинг Табби в конечном итоге вывел форму своего собственного звука, «Tubby’s Hometown Hi-Fi», которая стала любима публикой благодаря высокому качеству звука, эксклюзивным релизам, и собственным звуковым эффектам Табби — эхо и реверберации.

## Ремикс
Табби начал работать над изготовлением пластинок для продюсера Дюка Рейда в 1968 году. Рейд, являвшися крупной фигурой в ранней ямайской музыке, основал студию «Treasure Isle», один из первых ямайских независимых центров производства музыки в стиле Ska, Rocksteady и, в конечном итоге, Reggae. По просьбе MC или тостеров звуковых систем Табби изготовлял инструментальные версии песен, первоначально удаляя вокальные партии передвижением ползунков на микшерском пульте, но вскоре обнаружил, что различным инструментальным трекам можно было придать иной акцент, переработать их, и придать иное настроение, путём настройки микшера и примитивных ранних эффекторов. Со временем Табби и другие, приступили к созданию абсолютно новой музыки путём переноса акцентов в инструментальных версиях песен, добавляя одни звуки и устраняя другие, используя различные специальные эффекты, такие как эхо, реверберации и фазовые эффекты. Отчасти из-за невероятной популярности этих ранних ремиксов, в 1971 звуковая система Табби закрепила свои позиции в качестве одной из наиболее популярных в Кингстоне, и поэтому он решил открыть свою собственную студию.

## Dub
Продюсерская деятельность Кинг Табби в 1970-е годы сделала его одной из самых известных знаменитостей на Ямайке и будет порождать интерес музыкантов во всем мире к его технологиям продюсирования. Мастерство Табби базируется на его значительных познаниях в ремонте, адаптации и разработке своего собственного студийного оборудования, оно использует сочетание старых устройств и новых технологий для создания особого атмосферного звука, который стал торговой маркой Кинг Табби. Используя большое количество разнообразных эффектов, подключенных к микшерскому пульту, Табби смог заставить его «сыграть» как инструмент, заменяя вокальные партии инструментальными (буквально «дублирование»), чтобы создать совершенно новый музыкальный жанр: Даб.
Используя уже существующие мастер-кассеты, или собственных высококвалифицированных сессионных музыкантов, Табби смешивал в инструментальных частях композиции в неожиданных конфигурациях особо тяжелые ритмы баса и ударных, с вкраплениями вокала, духовых и клавишных. Эти методы зеркально повторяли действия селекта-мэнов звуковых систем, которые использовали эквалайзер, чтобы подчеркнуть некоторые аспекты записей, имеющие особое значение. Но Табби смог в собственной студии применить этот метод в неожиданных областях, зачастую изменяя песню настолько, что она была абсолютно не похожа на первоначальную.
Кинг Табби был инженером звукозаписи, и создавал ремиксы для многих Ямайских продюсеров, таких как Ли Перри, Bunny Lee, Augustus Pablo and Vivian Jackson при сотрудничестве таких исполнителей, как Johnny Clarke, Cornell Campbell, Linval Thompson, Horace Andy, Big Joe, Delroy Wilson, Jah Stitch, Scientist и многих других . В 1973 году он начал производить запись вокала отдельно от инструменталов. Представляется маловероятным, что полная дискография Кинг Табби от продюсерской деятельности может быть создана на основе количества лейблов, исполнителей и продюсеров, с которыми он работал, ибо в последующих переизданиях этих релизов порой содержится противоречивая информация. Его имя указано на сотнях пластинок, но ещё на большем количестве его имя никак не обозначено, из-за сходства с его более известными работами.
В конце 1970-х Кинг Табби в основном отошёл от музыки, по-прежнему время от времени записывая ремиксы и обучая новое поколение исполнителей.
В 1980-е он занимается управлением собственными лейблами «Firehouse», «Waterhouse» и «Taurus».

## Смерть
Кинг Табби был убит 6 февраля 1989 года группой неизвестных, по возвращении с работы с его студии «Waterhouse». Считается, что убийство было, вероятно, попыткой ограбления.